# Seven NACRA Femenino 2009
El Seven NACRA Femenino (North America Caribbean Rugby Association) de 2009 fue la quinta edición del torneo femenino de rugby 7 de la confederación norteamericana.
Se disputó el 14 y el 15 de noviembre en la Ciudad de México.

## Posiciones
| Equipo       | Encuentros | Encuentros | Encuentros | Encuentros | Tantos  | Tantos    | Tantos     | Puntos |
| Equipo       | jugados    | ganados    | empatados  | perdidos   | a favor | en contra | diferencia | Puntos |
| ------------ | ---------- | ---------- | ---------- | ---------- | ------- | --------- | ---------- | ------ |
| Guyana       | 8          | 8          | 0          | 0          | 238     | 15        | +223       | 24     |
| Santa Lucía  | 7          | 4          | 1          | 2          | 90      | 58        | +32        | 16     |
| México       | 8          | 3          | 1          | 4          | 92      | 125       | -33        | 15     |
| Islas Caimán | 8          | 2          | 0          | 6          | 54      | 132       | -78        | 12     |
| Bahamas      | 7          | 1          | 0          | 6          | 41      | 185       | -144       | 9      |

### Campeón
| Bandera de Guyana |
| Campeón Guyana    |
| 1.er título       |